# Henry (2011)
Henry ist ein kanadisches Kurzfilmdrama von Yan England aus dem Jahr 2011.

## Handlung
Der alte Pianist Henry ruft seiner Frau Maria zu, dass er etwas Essen geht, und begibt sich in ein Café. Hier spricht ihn eine ihm unbekannte Frau – in Wirklichkeit seine Tochter Nathalie – an und beide beginnen ein Gespräch. Er erzählt ihr, dass er mit seiner Frau in Kürze ein gemeinsames Konzert geben wird und auch, wie er sie als Geigerin im Zweiten Weltkrieg kennengelernt hat. Er geht zu einem Rollstuhlfahrer, der ihn die ganze Zeit ansieht, und erfährt von ihm, dass seine Frau in Gefahr schwebt. Er eilt nach Hause, wo er von zwei Personen überwältigt und mit einer Spritze ruhiggestellt wird. Er erwacht kurz darauf ans Bett gefesselt und ist verzweifelt und verwirrt, zumal die ihm unbekannte Nathalie wieder an seiner Seite ist.
Henry erwacht nach einiger Zeit erneut und kann sein Zimmer verlassen. Er kommt zu einer Empfangshalle, in der er sich als junger Mann während des Krieges beim Musizieren mit Maria sieht. Plötzlich wähnt er sich im Bombenhagel und flieht die Gänge des Hauses entlang. Er begegnet seinem jungen Ich, das ihn auffordert, stark zu bleiben und an Maria und seine Tochter Nathalie zu denken. Erinnerungen an Nathalies Geburt tauchen auf; in einem Zimmer trifft er auf seine Frau, die mit ihm zur Probe seiner Tochter geht, die in Kürze ein Klavierkonzert geben wird.
Henry erwacht in seinem Krankenzimmer, an seiner Seite die ihm unbekannte Nathalie, der er vom Konzert seiner Tochter berichtet. Als sie meint, dass das Konzert vor langer Zeit stattfand, wirft er ihr vor, ihn nur verwirren zu wollen. Er will nach Hause zu Maria, doch meint Nathalie, dass dieses Zimmer sein neues Heim sei und Maria bereits seit einem Jahr tot ist. Er eilt auf den Gang und sieht Maria in einem Zimmer beim Geigespiel. Sein junges Ich ist ebenfalls im Raum und eröffnet ihm, dass Maria tot sei. Das, was er sieht, seien nur seine letzten Erinnerungen an sie. Henry ist verzweifelt, da er nicht weiß, was er ohne seine Erinnerungen machen wird. Später sitzt er am Klavier, Nathalie tritt zu ihm. Er erkennt seine Tochter und lobt ihr Klavierkonzert, nur um sie kurz darauf wieder als Fremde zu bezeichnen. Sie fleht ihn an, bei ihm zu bleiben. Er wiederum verzweifelt daran, dass er nicht mehr weiß, wie er seine Frau kennengelernt hat. Er fragt, ob er ein guter Mensch gewesen sei und Nathalie meint, er sei der beste Vater gewesen. Gemeinsam begeben sie sich Vater und Tochter auf einen Spaziergang.

## Produktion

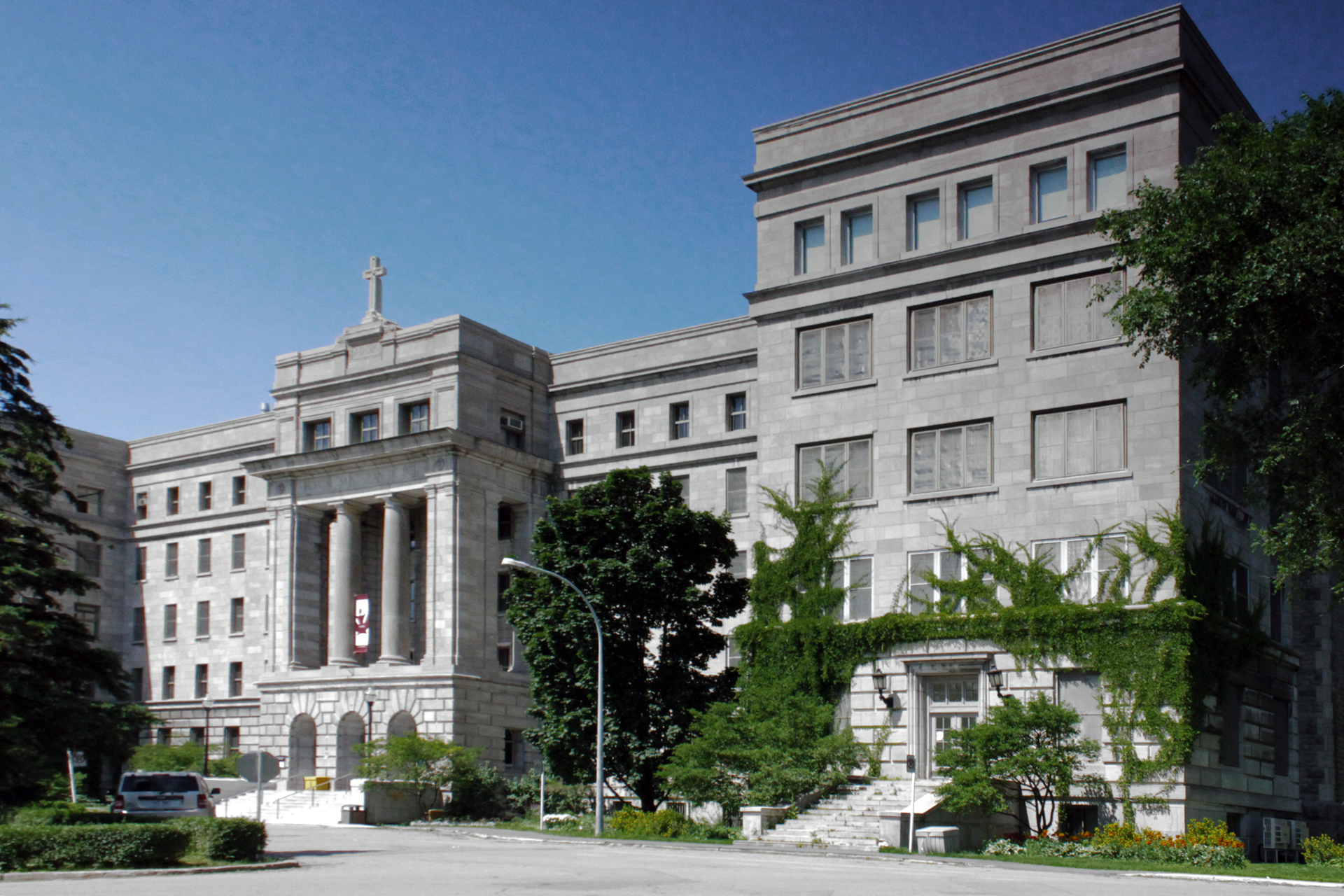
Krankenhaus Louis-H. Lafontaine, ein Drehort des Films

Henry basiert auf Erlebnissen Englands mit seinem Großvater Maurice, der 2000 nach vierjähriger Erkrankung an den Folgen von Alzheimer verstarb. Der Film endet mit einem Zitat Marice Englands: „Le pire dans la vieillesse, c’est de prendre conscience d’être un vieillard qui perd la mémoire.“ („Das Schlimmste am Alter ist zu wissen, dass man ein alter Mann ist, der das Gedächtnis verliert“).
Henry war nach Moi (2007) der zweite Kurzfilm, bei dem England Regie führte. Zwischen den ersten Zeilen des Drehbuchs und der Fertigstellung des Films lag nur ein Jahr. Die eigentlichen Dreharbeiten dauerten fünf Tage; gedreht wurde unter anderem im Hôpital Louis-H. Lafontaine (seit 2013 Institut universitaire en santé mentale de Montréal) und in der Fußgängerzone Prince Arthur Street in Montreal.
Henry wurde im August 2011 auf dem Rhode Island International Film Festival uraufgeführt.

## Auszeichnungen
Henry gewann 2012 auf dem Rhode Island International Film Festival den ersten Preis als Bester Kurzfilm. Er wurde 2013 für einen Oscar in der Kategorie Bester Kurzfilm nominiert.